# 강제규
강제규(姜帝圭, 1962년 11월 27일 ~ )는 대한민국의 영화 감독이다.
1996년 직접 시나리오를 쓴 《은행나무 침대》로 데뷔하였고, 이후 대한민국 영화의 르네상스를 가져온 기념비적 작품 《쉬리》를 감독하였다. 2004년 초에는 한국 영화 사상 최대의 제작비를 동원한 《태극기 휘날리며》로 천만 관객 동원이라는 기록을 세웠다. 배우자는 배우 박성미이다.

## 생애

### 어린 시절
강제규는 1962년 경상남도 마산시에서 태어났다.

### 영화 감독
마산고등학교를 졸업한 강제규는 1981년 중앙대학교 연극영화과에 진학하였다. 학교를 졸업한 뒤에는 서울극장의 합동영화사에서 시행한 감독 공채에 합격하여 조감독이 되었으며, 1989년에는 대학교 동기 동창인 탤런트 박성미와 결혼하였다.
하지만 어렸을 적부터 계속된 생활고는 성인이 되어서도 마찬가지였다. 뿐만 아니라 당시 대한민국의 영화 산업의 실태에 대해서도 깊은 회의를 가졌다. 그러는 와중에도 강우석 감독의 《누가 용의 발톱을 보았는가》 등의 각본을 쓰면서 감독의 꿈을 포기하지 않았다.
그의 감독 데뷔작은 1996년 설날에 개봉한 진희경과 한석규 주연의 《은행나무 침대》였다. 총 68만 명의 관객을 동원한 이 작품은 강제규에게 대종상과 청룡영화제 신인 감독상을 안겨 주었다.

### 《쉬리》의 대성공
첫 작품으로 대중의 주목을 끈 강제규의 2번째 작품은 바로 《쉬리》였다. 그는 북한의 식량난 문제를 접하고 이 작품을 기획하였다. 《은행나무 침대》가 시공을 초월한 사랑을 소재로 하였다면, 이 영화는 남·북 분단 문제를 정면으로 다루고 있었다.
당시로서는 엄청난 규모인 24억 원의 제작비를 들인 《쉬리》는 8개월 간의 제작 기간을 거쳐 1999년 설 연휴에 개봉되었다. 종영일까지 600만 명이 넘는 관객을 동원한 《쉬리》는 당시의 흥행 관념을 완전히 바꾸며 최고 흥행 기록을 세웠다. 이는 비슷한 시기에 개봉했던 세계적인 대흥행작 《타이타닉》의 대한민국 흥행 기록 450만 명을 훨씬 상회하는 수치이기도 하다. 이 기록은 《친구》가 개봉하기 전까지 깨지지 않았으며, 2009년 현재까지 통산 12위의 기록으로 남아 있다. 또한 일본에 130만 달러로 수출을 한 것은 물론, 뉴욕 국제 영화제에서도 개막작으로 상영되었다.
이 영화는 강제규에게 부와 명성이라는 두 가지를 모두 가져다 주었으며, 이를 계기로 그는 영화사 강제규필름을 설립하게 된다. 이후 그는 강제규필름을 통해 시나리오 작가, 감독을 모집하고, 제작비를 지원하는 등 후진 양성에 힘쓰고 있다.

### 《태극기 휘날리며》
《쉬리》의 대성공 이후 많은 기업들이 '제2의 쉬리' 제작 시 거금의 지원을 약속하였다. 그러나 강제규는 한 동안 강제규필름을 통한 후배 양성과 영화 각본 작업에만 집중하였으며, '제2의 쉬리'도 언제 제작될 지 알 수 없었다.
그러던 2004년 초에 《쉬리》와 마찬가지로 남북 분단(특히 한국 전쟁)을 소재로 한 《태극기 휘날리며》가 개봉하였다. 이 영화가 개봉하기 얼마 전인 2003년 말, 《실미도》가 1100만 명의 관객을 동원하며 사상 최초로 천만 관객을 돌파하였으나, 《태극기 휘날리며》는 다시 한 번 한국형 블록버스터를 개척했다는 극찬을 받으며 곧바로 이보다 많은 1174만 명의 관객을 동원하며 다시 한번 역대 최다 흥행 기록을 경신하였다. 흥행 뿐만 아니라, 대종상에서 미술상, 촬영상, 음향상을 수상하였다.
이 외에도 강제규는 이 작품을 통해 제50회 아시아-태평양 영화제에서 최고 감독상과 작품상을 수상하였다. 또한 이란의 유명 영화제인 파즈르 국제 영화제에도 초청작으로 상영되었다.
박스 오피스 모조(Box Office Mojo)에 따르면, 《태극기 휘날리며》는 세계적으로 6870만 달러(미국에서는 110만 달러)를 벌어들였으며, 이는 2004년의 전 세계 영화 중 75위, 대한민국 영화 중에서는 최고 기록이다.

## 학력
- 마산고등학교
- 중앙대학교 연극영화과

## 영화
- 1987년 영화 《됴화》 ... 조감독
- 1990년 영화 《그래 가끔 하늘을 보자》 ... 각본
- 1991년 영화 《누가 용의 발톱을 보았는가》 ... 각본
- 1994년 영화 《장미의 나날》 ... 각본
- 1994년 영화 《공포특급》 ... 공동연출 & 공동각본
- 1996년 영화 《은행나무 침대》 ... 감독 & 각본
- 1998년 영화 《쉬리》 ... 감독 & 공동각본
- 2004년 영화 《태극기 휘날리며》 ... 감독 & 공동기획 & 공동각본
- 2011년 영화 《My Way》 ... 감독 & 공동제작 & 공동각본
- 2014년 영화 《민우씨 오는 날》 ... 감독 & 각본
- 2015년 영화 《장수상회》 ... 감독 & 각색
- 2023년 영화 《1947 보스톤》 ... 감독

## 수상
- 1991년 한국시나리오대상
- 1993년 제29회 백상예술대상 영화부문 시나리오상
- 1994년 제30회 백상예술대상 영화부문 각본상
- 1994년 제5회 춘사대상영화제 창작각본상 《게임의 법칙》
- 1996년 제34회 대종상 신인감독상
- 1996년 제17회 청룡영화상 신인감독상
- 1996년 한국여성문화협회 주관 96 최고 작품상
- 1997년 제2회 씨네21 영화상 올해의 신인감독상, 최우수작품상
- 1999년 제36회 대종상 기획상
- 1999년 제35회 백상예술대상 영화부문 작품상, 영화부문 감독상, 영화부문 대상
- 1999년 제19회 한국영화평론가협회상 특별상, 기획상, 각본상
- 1999년 제44회 아시아태평양영화제 심사위원 특별상, 편집상
- 1999년 제20회 청룡영화상 감독상, 한국영화최다관객상
- 1999년 제7회 한국최고인기연예대상 영화부문 작품상, 감독상
- 1999년 제2회 디렉터스 컷 시상식 올해의 영화인상
- 2001년 제24회 황금촬영상 제작공로상
- 2004년 제40회 백상예술대상 영화부문 작품상
- 2004년 제49회 아시아태평양영화제 작품상, 감독상
- 2004년 제12회 춘사대상영화제 심사위원특별상 《태극기 휘날리며》
- 2005년 제2회 맥스무비 최고의 영화상 최고의 작품상, 최고의 감독상
- 2007년 제7회 대한민국청소년영화제 감독상
- 2007년 예총예술문화상 대상
- 2012년 아스타나 국제영화제 공로상
- 2012년 댈러스 국제영화제 관객상

## 가족 관계
- 아버지 : 강염원 ( ~ 2020년 5월 21일)
- 어머니 : 이일순 (1934년 ~ 2011년 8월 6일)
- 배우자 : 박성미 (1962년 10월 18일 ~ )
  - 아들 : 강윤원, 강지완
- 형 : 강대흥
  - 형수 : 한미숙
    - 조카 : 강한솔, 강한샘
- 첫째 여동생 : 강명숙
  - 첫째 제부 : 조문 (사망)
    - 조카 : 조성진, 조일선
- 둘째 여동생 : 강현숙
  - 둘째 제부 : 이경섭
    - 조카 : 이가영

## 같이 보기
- 한국 영화

## 참고 문헌
- 편집부 엮음, 《시사인물사전 1》 pp 12~17, 인물과사상사, 2000